# Dominicanessen van Bethanië

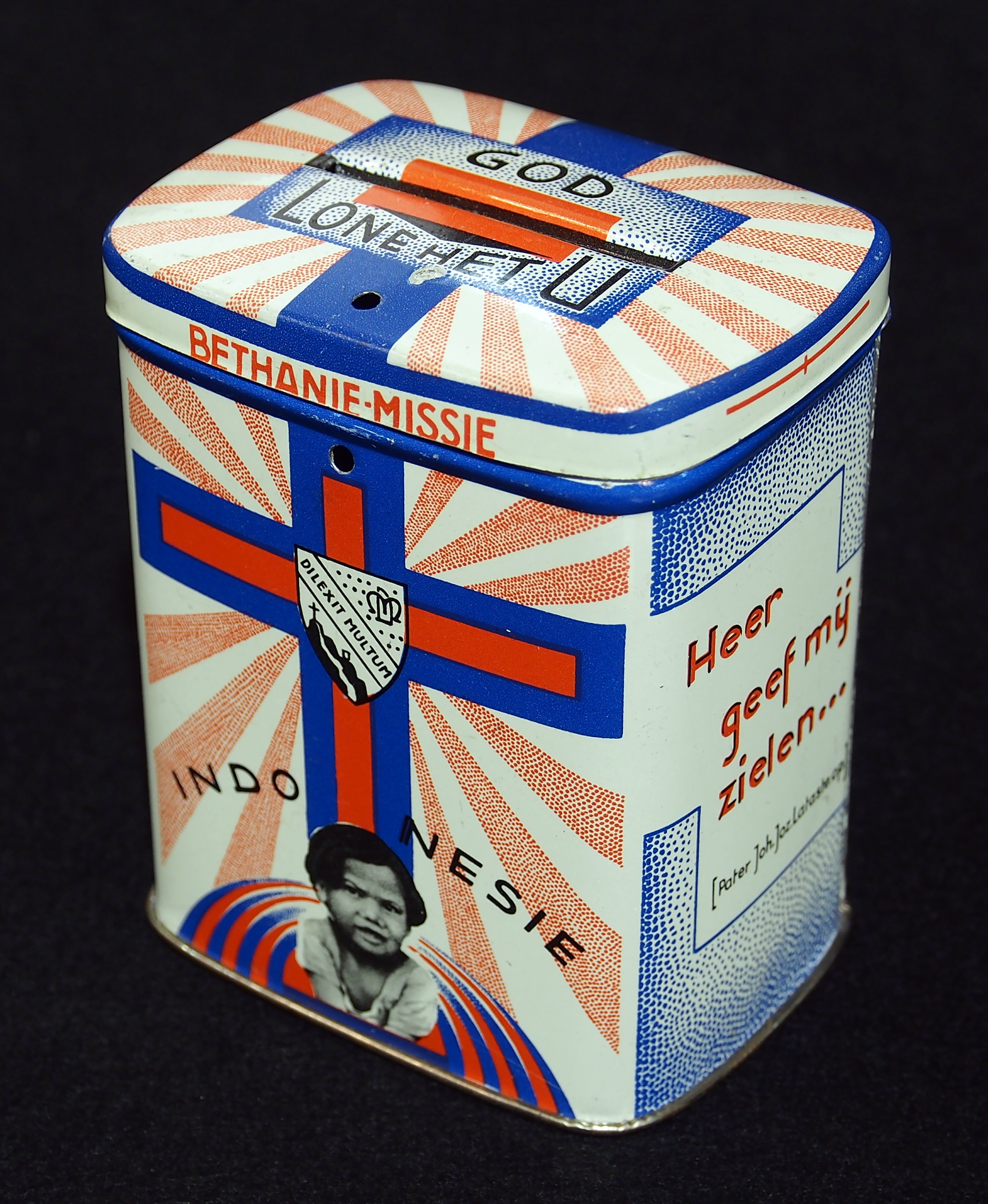
Collecteblik van de Bethanie-missie ten behoeve van Indonesië

De Dominicanessen van Bethanië vormen een congregatie binnen de Rooms-Katholieke kerk.

## Geschiedenis
In 1864 kreeg de Franse dominicaan Johannes Joseph Lataste de opdracht van zijn overste om vrouwen te bezoeken die in een zeer strenge gevangenis te Cadillac waren opgesloten. In 1866 stichtte hij samen met Henrica Dominica het Huis Bethanië in Montferrand om deze vrouwen op te vangen na hun detentie. Als ze dat wilden konden ze hier ook een kloosterleven beginnen. Pater Lataste werd bij zijn streven aanvankelijk sterk tegengewerkt. De beweging van Bethaniëzusters breidde zich uit. Zo ging pater Willigis Erren met een 22-tal zusters naar Montferrand te leren hoe ze een soortgelijk huis konden stichten in Duitsland. Het uitbreken van de Eerste Wereldoorlog maakte echter dat zij -als Duitsers- Frankrijk moesten verlaten. 
Op 14 augustus 1914 kwamen Bethaniëzusters aan in Venlo en stichtten er het klooster Dominicanessen van Bethanië. Door de oorlog ging het contact met Montferrand verloren en in 1925 werden de Venlose zusters verheven tot een zelfstandige congregatie. In 1934 kregen de zusters van het Ministerie van Justitie het verzoek om een reclasseringsinternaat op te richten. Dit werd gevestigd in de boerderij Lactaria te Stevensbeek. Hierdoor werd de oorspronkelijke, contemplatieve levensstijl deels verlaten. In 1939 werd ook een vestiging te Rijsbergen betrokken. 
Na de Tweede Wereldoorlog kregen de zusters de taak om kinderen van gedetineerde NSB'ers op te vangen. Aldus kregen de zusters ook een taak in het kinderbeschermingswerk en de jeugdzorg. In Teteringen werd het Jeugddorp Maria Rabboni opgericht. In 1956 stichtten ze in het Limburgse Horn het klooster met jeugddorp Bethanië en in 1965 activiteiten in België (het Observatie- en behandelingscentrum Bethanië in Genk).
De congregatie is ook aanwezig in Duitsland (drie Kinderdörfer Bethanie, in de gevangenen- en ziekenhuis zielzorg en een noviciaat in Eltville-Erbach), Aruba, Canada, de Verenigde Staten en sinds 1995 in Letland.
De zusters in Nederland en België zijn allen op leeftijd, maar nog steeds maatschappelijk betrokken, onder meer bij Amnesty International.

## Externe bron
- Dominicanessen